# Lageweg (Groningen)
Lageweg is een buurtschap in het voormalige kerspel Garmerwolde in de gemeente Groningen.
Het is gelegen langs de gelijknamige weg tussen de dorpen Thesinge en Garmerwolde. Het noordelijke gedeelte van de weg heet tegenwoordig de G.N. Schutterlaan.
Sinds de invoering van de postcodes worden de beide wegen tot Thesinge gerekend.
Behalve de straatnaam, herinnert de watergang met de naam Lagewegstertocht nog aan de plaatsnaam. Over het Abbemaar (ook wel Thesingermaar genoemd) lag ooit de Lagewegstertil. Tegenwoordig ligt hier een duiker.
Stad: Groningen

Dorpen: Garmerwolde · Glimmen · Haren · Harkstede (deels) · Lageland · Lellens · Meerstad · Noordlaren · Onnen · Sint-Annen · Ten Boer · Ten Post · Thesinge · Winneweer · Woltersum

Buurtschappen: Achter-Thesinge · Boltklap · Bouwerschap · Bovenrijge · Dilgt · Dorkwerd · Engelbert · Emmerwolde · Essen · Euvelgunne · Felland · Harendermolen · Hemert · Hemmen · Hoogkerk · Leegkerk · Hoornsedijk · Klein Harkstede · Kröddeburen · Lageweg · Lutjewolde · Middelbert · Noorddijk · Noorderhoogebrug · Oosterdijkshorn · Oosterhoogebrug · Oude Roodehaan · Paterswolde (deels) · Ruischerbrug · Roodehaan · Slaperstil · Steerwolde · Vierverlaten · Wittewierum · Zevenhuisjes

Provincie Groningen: Steden en dorpen      Nederland: Provincies · Gemeenten